# Мамедли, Надир Джалил оглы
Мамедли Надир Джалил оглы (азерб. Məmmədli Nadir Cəlil oğlu; март 1897, Елизаветполь — 1937, Кировабад) — один из первых ректоров Азербайджанского медицинского института, член Малярийного Комитета при СНК Азербайджанской ССР, Народный комиссар здравоохранения Нахичеванской АССР (1931—1937)

## Биография
Закончил 8-летнюю классическую гимназию в г. Гянджа (1916).
В 1929 году окончил медицинский факультет АГУ.
До "советизации" Азербайджана работал учителем в г. Гянджа (1916—1917).
Уполномоченный земского управления (1918—1919, Гянджа).
С 1920 года — в здравоохранении г. Баку.
При советской власти — старший делопроизводитель, заведующий административным отделом Народного комиссариата здравоохранения АзССР (1920—1925).
Декан медицинского факультета АГУ (1930). В 1930—1931 — директор Азербайджанского Медицинского Института, образованного из медицинского факультета АГУ.
Член Малярийного Комитета при Совете Народных Комиссаров Азербайджанской ССР. В этом качестве участвовал в подготовке Генерального плана по уничтожению малярии во 2-й пятилетке и мероприятиям по борьбе с нею (1932).
Народный комиссар здравоохранения Нахичеванской АССР (1931—1937). Инициатор создания первого медицинского училища в Нахичевани,  станции скорой помощи, санэпидстанции. Инициатор исследования состава минеральных вод. Автор ряда научных работ.
Умер в 1937 году в г. Гянджа.
Жена — Мамедли Серафима Иосифовна, репрессирована в 1937г., осуждена по Сталинскому расстрельному списку.